# Heiszmann Ildikó
Heiszmann Ildikó (Miskolc, 1966. április 26. –) magyar bábművész, színésznő.

## Életpályája
Miskolcon született, 1966. április 26-án. 1983 és 1989 között szülővárosában a Swetter együttes billentyűse és énekesnője volt. 1986-tól a miskolci Csodamalom Bábszínház tagja. Bábszínészi diplomáját 1992-ben kapta meg. Írással és rendezéssel is foglalkozik. 1995-ben nívódíjat kapott.

## Színházi szerepeiből
- Grimm fivérek – Károlyi Amy: Hófehérke és a hét törpe... Hófehérke; Szendi
- Grimm fivérek – Csorba Piroska: Holle anyó... Holle anyó
- Hans Christian Andersen – Ábrahám Eszter: A rút kiskacsa... szereplő
- Petőfi Sándor – Szilágyi Dezső: János vitéz... Banya
- Balogh Géza: Meseláda... Mesélő; Didergő király; Nagymama; Farkas; Hercegnő
- Carl Orff: Carmina Burana... Fortuna Istenasszony
- Engelbert Humperdinck: Jancsi és Juliska... Banya
- Václav Čtvrtek: Csibészke... szereplő
- Fábián György: Mikor kislány voltam... szereplő
- Tóth Réka Ágnes – Witkolczi Ildikó: Walter, a falra festett sárkány... szereplő
- Méhes György: Szikra Ferkó... szereplő
- Bálint Ágnes: Az elvarázsolt egérkisasszony... Fülenagy; Ratyatyabanya
- Khaled-Abdo Szaida: Kivagy János... szereplő
- Kocsis Rozi: Malom mesék... szereplő
- Csukás István – Bergendy István: Süsü, a sárkány... szereplő
- Urbán Gyula: Minden egér szereti a sajtot... szereplő
- Lázár Ervin – Pallai Mara: Mindenkinek vannak manói, avagy a manógyár... szereplő
- Veres András: Miskolci mesék... szereplő
- Pallai Mara: Miska macska... szereplő

## Filmes, televíziós szerepei
- Bodobácsfalvi rosszcsontok

## Rendezéseiből
- Moha és Páfrány (2005)
- Lili, az aranyhajú angyalka (2016)

## Művei
- Pepita és Pipitér (bohóctréfák)
- Moha és páfrány